# Ingemar Mayr
Ingemar Mayr (* 30. November 1975 in St. Johann in Tirol, Österreich) ist ein ehemaliger niederländisch-österreichischer Skispringer.

## Werdegang
Mayr startete bei den in Österreich ausgetragenen Vierschanzentourneespringen 1993 erstmals im Skisprung-Weltcup und konnte auf Anhieb Weltcup-Punkte erzielen. Im März 1993 gewann er mit dem Österreichischen Team die Silbermedaille bei der Junioren-Weltmeisterschaft in Harrachov. Im Winter 1994/95 nahm er an mehreren Weltcups teil und konnte sich mehrfach in den Punkterängen platzieren. 1995/96 nahm er nur an vier Weltcups teil, wobei ein 22. Platz am 8. Dezember 1995 in Villach sein bestes Ergebnis blieb. Nachdem er an in der Saison 1996/97 wieder an nur wenigen Springen teilgenommen hatte, startete er in der Folgesaison 1997/98 durchgängig im Weltcup, verpasste jedoch bei allen Springen den zweiten Durchgang. Darauf trat er fast drei Jahre bei keinem Springen mehr an. Als er im Januar 2001 in den Weltcup zurückkehrte, startete er für das Team der Niederlande. Da seine Mutter Niederländerin ist, konnte er die niederländische Staatsbürgerschaft problemlos erlangen. Im Februar trat er bei der Nordischen Skiweltmeisterschaft 2001 in Lahti an, wo er den 47. Platz von der Großschanze belegte. Im Winter 2001/2002 startete er neben mehreren Weltcups auch bei einem Continental Cup und im Sommer 2002 schließlich nahm er an allen Continental-Cup-Sommerspringen teil. Im Winter 2002/03 wechselte er schließlich zwischen Continental Cup und Weltcup, bei dem er nur in Willingen als 29. den zweiten Durchgang erreichte, hin und her. Schließlich nahm er an den Nordischen Skiweltmeisterschaften 2003 im Val di Fiemme teil. Dort belegte er sowohl von der Groß- als auch von der Normalschanze je den 46. Platz. Nach der Weltmeisterschaft beendete er seine Karriere.
Mayr kam in seiner Karriere auf 48 Weltcupstarts, davon waren 31 für Österreich und 17 für die Niederlande. Mayr sprang für den Verein seines österreichischen Wohnorts Kirchdorf in Tirol.

## Erfolge

### Weltcup-Platzierungen
| Saison  | Platz | Punkte |
| ------- | ----- | ------ |
| 1994/95 | 45.   | 51     |
| 1995/96 | 82.   | 09     |
| 1996/97 | 75.   | 14     |
| 2001/02 | 68.   | 09     |
| 2002/03 | 82.   | 02     |

### Grand-Prix-Platzierungen
| Saison | Platz | Punkte |
| ------ | ----- | ------ |
| 1994   | 58.   | 82     |
| 1996   | 50.   | 04     |